# Jürg Studer

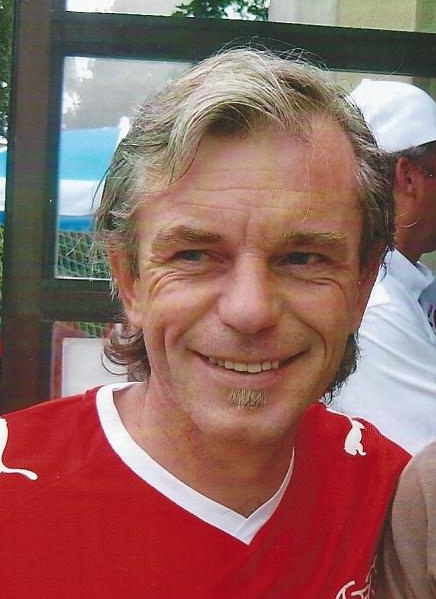
Jürg Studer

Jürg Studer (* 8. September 1966 in Rüttenen) ist ein ehemaliger Schweizer Verteidiger im Fußball.
Er holte 7 Einberufungen für die Schweizer Fussballnationalmannschaft und war bei der Fussball-Weltmeisterschaft 1994 im Nationalteam.